# フリートウッド・マック・ライヴ
フリートウッド・マック・ライヴ(Live)は、1980年にフリートウッド・マックがリリースした2枚組ライヴアルバムである。当時のバンドラインナップで作られた最初のライヴアルバムであり、次は1997年の『ザ・ダンス』となる。アルバムは1981年12月、RIAAによってゴールド認定（50万枚売り上げ）されている。

## 概要

### 収録曲
Side 1
1. マンデイ・モーニング - "Monday Morning" (L. Buckingham) - 3:51
2. セイ・ユー・ラヴ・ミー - "Say You Love Me" (C. Mcvie) - 4:18
3. ドリームス - "Dreams" (S. Nicks) - 4:18
4. オー・ウェル - "Oh Well" (P. Green) - 3:23
5. オーヴァー＆オーヴァー - "Over & Over" (McVie) - 5:01

Side 2
1. セーラ - "Sara" (Nicks) - 7:23
2. ノット・ザット・ファニー - "Not That Funny" (Buckingham) - 9:04
3. もう帰らない - "Never Going Back Again" (Buckingham) - 4:13
4. ランドスライド - "Landslide" (Nicks) - 4:33

Side 3
1. ファイアーフライズ - "Fireflies" (Nicks) - 4:37
2. オーヴァー・マイ・ヘッド - "Over My Head" (McVie) - 3:27
3. リアノン - "Rhiannon" (Nicks) - 7:43
4. ドント・レット・ミー・ダウン・アゲイン - "Don't Let Me Down Again" (Buckingham) - 3:57
5. ワン・モア・ナイト - "One More Night" (McVie) - 3:43

Side 4
1. オウン・ウェイ - "Go Your Own Way" (Buckingham) - 5:44
2. ドント・ストップ - "Don't Stop" (McVie) - 4:05
3. アイム・ソー・アフレイド - "I'm So Afraid" (Buckingham) - 8:28
4. ファーマーズ・ドーター - "The Farmer's Daughter" (Brian Wilson, Mike Love) - 2:25

### 備考
特記しておくこととして3つの新曲がある。クリスティン・マクヴィーの「ワン・モア・ナイト」、スティーヴィー・ニックスの「ファイアーフライズ」、見事なハーモニーで舞台裏で演奏されていたザ・ビーチ・ボーイズの「ファーマーズ・ドーター」である。後ろの2曲はシングルとして発売されたが、「ファイアーフライズ」のみチャートに入った。
他に知られているものとして2つのリンジー・バッキンガムのギター・ショーケースもある。1つ目の「アイム・ソー・アフレイド」はこの時期におけるコンサートの最終曲として一般的であった。スタジオ版（1975年の『ファンタスティック・マック』）はこの凶暴で激しく、非常に長いテイクに比べて弱々しい。2つめは以前フリートウッド・マックのギタリストであったピーター・グリーンの代表的な曲、「オー・ウェル」（オリジナルは1970年の『ゼン・プレイ・オン』）をバッキンガムが自分のものにし、形を変えているところに見られる。

## クレジット

### フリートウッド・マック
- スティーヴィー・ニックス - ボーカル
- リンジー・バッキンガム - ギター、ボーカル
- ジョン・マクヴィー - ベース
- クリスティン・マクヴィー - キーボード、ボーカル
- ミック・フリートウッド - ドラム

### ゲスト
- レイ・リンジー - 「オウン・ウェイ」におけるギター
- Tony Toadaro - パーカッション
- ジェフリー・ソヴァ - キーボード

## 制作
- プロデューサー:フリートウッド・マック、ケン・キャレイ、リチャード・ダシュット
- ライヴレコーディング:ケン・キャレイ、ビフ・ドーズ
- ミックス・ダウン・エンジニア:ケン・キャレイ、リチャード・ダシュット、
- ライヴ・エンジニア:トリップ・カラフ、ケン・キャレイ
- スタジオレコーディング・アシスタント:カーラ・フレデリック、リッチ・フェルドマン、デビッド・アラート
- マスタリング:ケン・ペリー
- アートディレクションとデザイン:ラリー・ヴァイゴン
- カバー写真:クリス・カリス
- コラージュ写真:サム・エマーソン、クリス・カリス、シャロン・ワイズ

## チャート
アルバム
| 年   | チャート             | 順位 |
| ---- | -------------------- | ---- |
| 1980 | アメリカ・ビルボード | 14   |
| 1980 | 全英アルバムチャート | 31   |

シングル
| ピーク日付    | シングル             | チャート          | 順位 | 週 |
| ------------- | -------------------- | ----------------- | ---- | -- |
| 1981年2月28日 | "ファイアーフライズ" | Billboard Hot 100 | 60   | 5  |